# Tanytarsus ginzanjekeus
Tanytarsus ginzanjekeus är en tvåvingeart som beskrevs av Sasa och Suzuki 2001. Tanytarsus ginzanjekeus ingår i släktet Tanytarsus och familjen fjädermyggor. Inga underarter finns listade i Catalogue of Life.